# Lista de programas transmitidos pela Band

Atual logotipo, usado a partir de 2018.

Esta é uma lista de programas transmitidos pela Band, uma rede de televisão brasileira.

## Programas

### Programas de auditório, entrevistas e variedades
- Chama no Privé (2025-presente)
- Perrengue na Band (2021-presente)
- Estilo Arte1 (2025-presente)
- Economia pra Você (2025-presente)
- Linha de Combate (2021-2023)
- Game Show BandBet (2025-presente)
- Direto da Brasa (2025-presente)
- Do Simples ao Espetacular (2025-presente)
- Jantar o Quê? (2024-presente)
- Melhor da Tarde (2018–presente)
- Melhor da Noite (2023-presente)
- Perrengue do Dia (2023-presente)
- Alma de Gigante (2025-presente)
- Sabadão de Todos (2024-presente)

### Jornalismo e documentários
- Brasil Urgente (2001-presente)
- Band Cidade (1999-presente)
- Bora Praça (2019-presente)
- Bora Brasil (2020-presente)
- Canal Livre (1980-1996, 2002-presente)
- Jornal da Band (1977-presente)
- Jornal da Noite (1986-presente)

### Esporte
- Apito Final (1994-1999; 2009-2010; 2023-presente)
- Band Esporte Clube (2007-2020, 2021-presente)
- Esporte Total (1986-2007, 2021-presente)
- Jogo Aberto (2007-presente)
- Os Donos da Bola (2012-presente)
- Show do Esporte (1983-2004, 2018, 2020-presente)

#### Transmissões esportivas

##### Futebol
- Campeonato Alagoano de Futebol [nota 1] (2020-presente)
- Campeonato Saudita de Futebol (2023-presente)
- Campeonato Carioca de Futebol (1977-1983; 1991-1999; 2008-2016; 2023-presente)
- Campeonato Potiguar de Futebol [nota 2] (2021-presente)
- Copa Africana de Nações (2022-presente)
- Campeonato Brasileiro de Futebol - Série C [nota 3] (2019-2022; 2025-presente)

##### Automobilismo
- Copa Truck (2021-presente)
- Fórmula 1 (1979-1980, 2021-presente)
- Fórmula E (2023-presente)
- Porsche Cup Brasil (2021-presente)
- Stock Car Brasil (2020-presente)

### Reality shows
- MasterChef (2014-presente)
- Pesadelo na Cozinha (2017, 2019-presente)

### Sessões de filmes
- Cine Privé (1993-2010, 2012, 2019-presente)

### Infantil
- Band Kids (2000-2002, 2004-2007, 2009-2016, 2020-presente)

### Dramaturgia
- The Blacklist (2021-presente)
- Café com Aroma de Mulher (2025-presente)

### Especial
- Band Folia (1993-presente)
- Festival Virada Salvador (2017-presente)